# Henning Wind
Pour les articles homonymes, voir Wind.
Pour le nom de famille, voir Wind  (patronyme).
Henning Wind (né le 19 janvier 1937) est un marin danois. 
Il remporte la médaille de bronze aux Jeux olympiques d'été de 1964 à Tokyo au Japon dans la catégorie Finn.

## Palmarès

### Jeux olympiques
- Jeux olympiques de 1964 à Tokyo,  Japon
  -  Médaille de bronze